# Преплављеност
У позитивној психологији, преплављеност, колоквијално познато и као бити у зони, је ментално стање у којем је особа која обавља неку активност потпуно уроњена у осећај енергичног фокуса, пуне укључености и уживања у процесу активности. У суштини, ток карактерише потпуна апсорпција у оно што се ради, и резултирајућа трансформација у нечијем осећају за време.
Назван од стране психолога Михалија Чиксентмихаљија 1975. године, концепт се широко помиње у разним областима (и посебно је познат у радној терапији), иако се тврди да је концепт постојао хиљадама година под другим називима.
Преплављеност дели многе карактеристике са хиперфокусом. Међутим, хиперфокус се не описује увек у позитивном светлу. Неки примери укључују трошење „превише“ времена играјући видео игрице или уживање у једном аспекту задатка или задатка на штету целокупног задатка. У неким случајевима, хиперфокус може да „ухвати“ особу, што може довести до тога да изгледа нефокусирано или да започне неколико пројеката, али да заврши мало. Хиперфокус се често помиње „у контексту аутизма, шизофреније и поремећаја хиперактивности са дефицитом пажње – стања која имају последице на способности пажње.“